# Juventae Dorsa
Juventae Dorsa és una formació geològica de tipus dorsum a la superfície de Mart, localitzada amb el sistema de coordenades planetocèntriques a 3.71 ° latitud N i 291.94 ° longitud E, que fa 481.41 km de diàmetre. El nom va ser aprovat per la UAI l'any 1985 i fa referència a una característica d'albedo localitzada a 4 ° latitud S i 63 ° longitud O.